# 호르헤 루이스 핀토
호르헤 루이스 핀토 아파나도르(스페인어: Jorge Luis Pinto Afanador, 1952년 12월 16일 ~ )는 콜롬비아의 전 축구 선수이다.

## 감독 경력
2004년부터 2005년까지 코스타리카 축구 국가대표팀에서 성공적이지 못한 감독 생활을 보낸 후, 핀투는 당시 최근에 승격한 콜롬비아 프로 축구팀 코르포라시온 누에보 쿠쿠타 데포르티보를 지휘하러 콜롬비아로 돌아왔고, 그는 클럽 사상 첫 1부 리그 우승을 이뤄냈다. 그후 얼마 안 돼서, 그는 콜롬비아 축구 국가대표팀 감독으로 부임했다. 당시 콜롬비아 대표팀은 2007년 코파 아메리카와 우루과이, 칠레와의 2010년 FIFA 월드컵 남아메리카 지역 예선전에서 매우 실망스러운 모습을 보여, 대중들로부터 비판을 받고 있었다. 루이스 핀토가 콜롬비아 감독으로 부임하고 나서, 대표팀은 콜롬비아 역사상 가장 좋은 모습을 보였고, 획득 가능한 승점 16점중에서 10점을 얻어냈다. 하지만 지역 예선에서 7위를 기록하며, 2010년 FIFA 월드컵 본선 무대 진출에는 실패하였다. 2011년에 다시 코스타리카 감독으로 부임했고, 2013년 9월 10일 브라질에서 열리는 2014년 FIFA 월드컵 본선 무대에 코스타리카를 진출시켰다. 조별예선에서 우루과이, 이탈리아를 각각 3-1, 1-0으로 이기고, 16강전에서 그리스와의 경기에서 승부차기까지 가는 접전 끝에 5-3으로 승리하여 코스타리카 축구 역사상 처음으로 8강에 진출시켰다. 월드컵 종료 이후에 계약 기간이 만료되면서 코스타리카 감독 자리에서 물러났고 온두라스 축구 국가대표팀 감독으로 취임하였다.

## 수상 경력

### 감독

#### 클럽
알리안사 리마
- 페루 프리메라 디비시온 우승: 1997
- 페루 프리메라 디비시온 클라우수라 우승: 1999

알라후엘렌세
- 코스타리카 프리메라 디비시온 아페르투라 우승: 2002
- 코스타리카 프리메라 디비시온 아페르투라, 클라우수라 우승: 2003

쿠쿠타 데포르티보
- 카테고리아 프리메라 A (1): 2006

데포르티보 타치라
- 베네수엘라 프리메라 디비시온 (1): 2010–11

#### 국가대표팀
코스타리카
- 코파 센트로아메리카나 (1): 2013